# Astazja
Astazja – niemożność utrzymania pozycji stojącej, występująca najczęściej z abazją w histerii i w niektórych schorzeniach neurologicznych przy uszkodzeniu płata czołowego.